# Sessilanthera latifolia
Sessilanthera latifolia är en irisväxtart som först beskrevs av Charles Alfred Weatherby, och fick sitt nu gällande namn av Elwood Wendell Molseed och Robert William Cruden. Sessilanthera latifolia ingår i släktet Sessilanthera och familjen irisväxter. Inga underarter finns listade i Catalogue of Life.